# ناحیه یوئنسو
ناحیه یوئنسو زیرمجموعه‌ای از کارلیای شمالی و یکی از ناحیه‌ها در فنلاند از سال ۲۰۰۹ است.

## شهرداری‌ها
| نشان ملی             | شهرداری              |
| -------------------- | -------------------- |
| Heinäveden vaakuna   | هینه‌وسی (شهرداری)    |
| Ilomantsin vaakuna   | ایلومانتسی (شهرداری) |
| Joensuun vaakuna     | یوئنسو (شهر)         |
| Juuan vaakuna        | جوکا (شهرداری)       |
| Kontiolahden vaakuna | کنتیولاهتی (شهرداری) |
| Liperin vaakuna      | لیپری (شهرداری)      |
| Outokummun vaakuna   | اوتوکومپو (شهر)      |
| Polvijärven vaakuna  | پلوی‌یروی (شهرداری)   |